# 今江村
今江村（いまえむら）は石川県能美郡にあった村。現在の小松市今江町にあたる。

## 地理
- 湖沼 ： 今江潟、木場潟
- 河川 ： 前川

## 歴史
- 1889年（明治22年）4月1日 - 町村制の施行により、今江村の区域をもって、今江村が発足する。
- 1897年（明治30年）9月20日 - 北陸線（現・北陸本線）の福井駅 - 小松駅間開業により、同線が村内を通過。駅の設置は無し。
- 1907年（明治40年）8月5日 - 串村、末佐美村及び今江村が合併して、御幸村が発足する。

## 交通

### 鉄道路線
村域を国有鉄道北陸線（現・北陸本線）が通過したが、駅は所在しなかった。